# Eduard Ureš

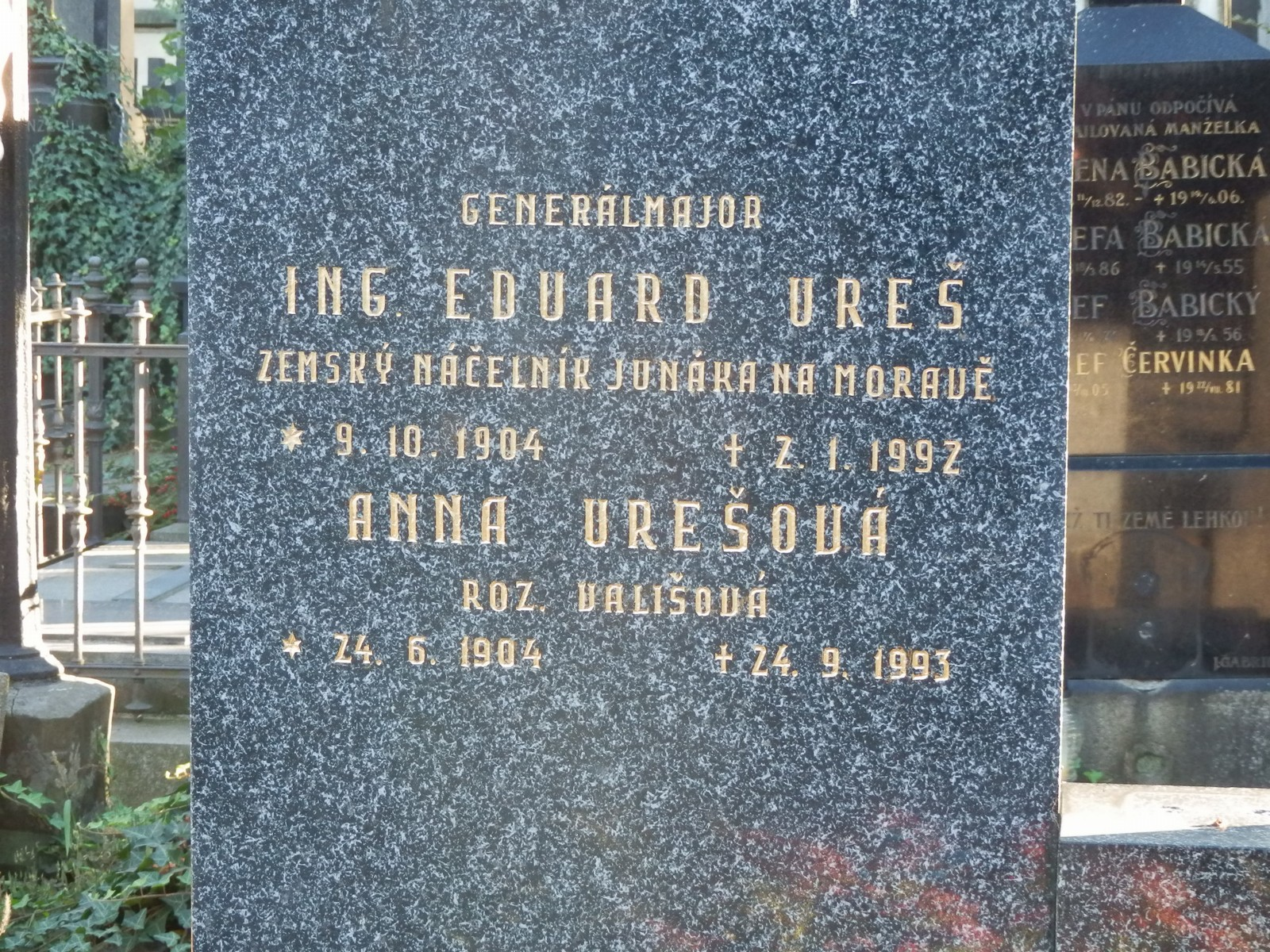
Hrob E. Ureše na Vyšehradském hřbitově v Praze 2

Eduard Ureš, narozený jako Eduard Martin Ulbricht, skautskou přezdívkou Ataman nebo Matalufa, později označován i jako Studánkový dědeček; (9. října 1904 Husovice – 2. ledna 1992 ?) byl český důstojník a skaut, který se věnoval též hledání a obnovování studánek a pramenů.

## Život
Eduard Ureš se narodil roku 1904 v Husovicích v rodině krejčího Eduarda Ulbrichta a již od útlého věku se věnoval cvičení v Sokole. Vystudoval reálné gymnázium, kde také odmaturoval, a následně v letech 1923–1925 (či 1926) studoval na Vojenské akademii v Hranicích. Dále pokračoval v letech 1935–1938 na Vysoké škole válečné v Praze. Vojensky činný byl až do roku 1960, 1. dubna 1954 byl povýšen do hodnosti generálmajora.
Během života vedl různé sokolské i skautské oddíly a tábory, vedení se věnoval až do roku 1970. Během poválečné obnovy Junáka byl až do opětovného zákazu skautingu v roce 1949 moravským zemským náčelníkem. Za komunistického režimu pokračoval v práci s mládeží i jako vedoucí pionýrských táborů.
1. března 1968 poslal generálmajor Ureš poslal Alexandru Dubčekovi oficiální žádost o obnovení skautské organizace, na dopis nepřišla odpověď, přesto k obnovení za krátkou dobu došlo. V letech 1968–1970 zastával funkci III. místonáčelníka Junáka a byl vyznamenán Řádem stříbrného vlka. V této době také působil také jako instruktor Jesenické lesní školy a byl předsedou skupiny branné výchovy Junáka. V roce 1970 patřil k ustavujícím členům Svojsíkova oddílu.
Po třetím zákazu skautingu intenzivně navázal na svůj dosavadní koníček – hledání pramenů a studánek. Hledal je zejména v okolí Brna, následně i ve Slezsku, na severní Moravě a ve středních Čechách a Praze. Celkem se mu podařilo vypátrat přes tisíc studánek. Sepsal množství rukopisů – ať se skautskou, tělovýchovnou či vojenskou tematikou, zkušenosti z hledání a obnovy studánek shromáždil v rukopise Studánky, kniha však nesměla kvůli jeho skautským aktivitám vyjít tiskem. Byl mu udělen Březový lístek nejvyšší hodnosti (12), tedy zlatý.
Eduard Ureš je pohřben na hřbitově na Vyšehradě v Praze.
Na jeho počest je pojmenována Urešova studánka v Kunratickém lese a ulice Urešova v pražských Kunraticích.

## Dílo
- Plukovní dělostřelecké skupiny za útoku (In: Vojenské rozhledy 1954/4)
- Studánky Velké Prahy, Praha 1987 (katalog Archivováno 17. 3. 2018 na Wayback Machine.)